# Sarras (lenda arturiana)
Sarras é uma cidade imaginária, cenário de algumas histórias literárias do ciclo arturiano medieval. De acordo com o livro da História do Santo Graal do ciclo do Lancelote-Graal, Sarras é a cidade da qual vieram os primeiros sarracenos.
No livro da Demanda do Santo Graal, assim como n'A Morte de Artur de Thomas Malory, o barco de Salomão transporta os cavaleiros Galaaz, Boorz e Persival junto com o Santo Graal a Sarras. Chegando ao destino, Galaaz é feito rei, mas um tempo depois pede a Deus que o leve do mundo, tem uma visão do Graal e morre, e sua alma é levada aos céus por anjos.
Persival permanece em Sarras até sua morte. É sepultado ao lado de Galaaz por Boorz, que decide então retornar à corte do rei Artur.